# Martin Henriksen (Politiker, 1979)

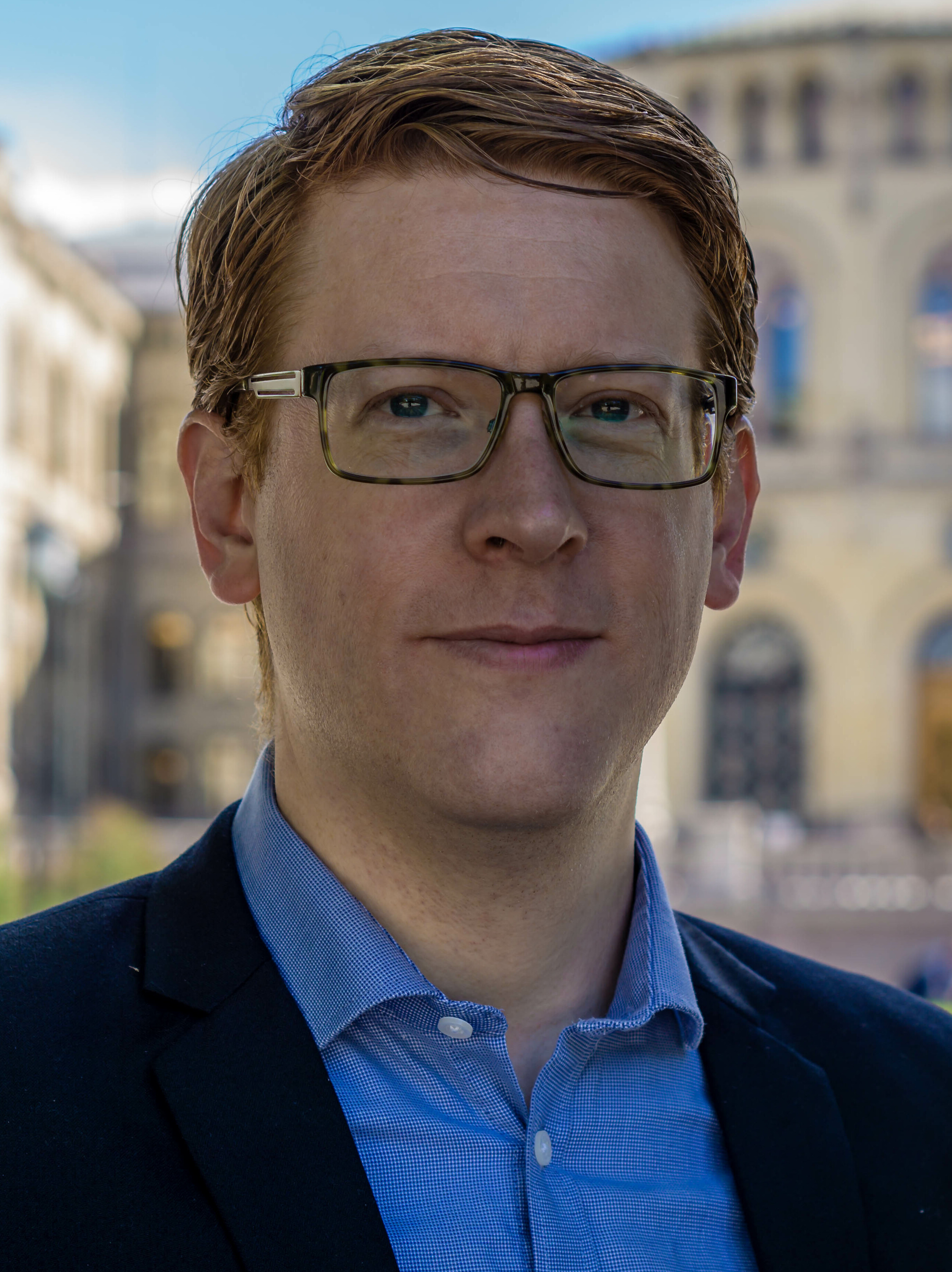
Martin Henriksen, 2017

Martin Henriksen (* 5. Januar 1979 in Trondheim) ist ein norwegischer Politiker der Arbeiderpartiet (Ap). Von 2006 bis 2010 stand er der Arbeidernes Ungdomsfylking (AUF) vor. Von 2013 bis 2021 war er Abgeordneter im Storting.

## Leben
Henriksen wuchs in Harstad auf. Von 2006 bis 2010 stand er der Jugendorganisation Arbeidernes Ungdomsfylking (AUF) vor, nachdem er im Oktober 2006 den Posten von Gry Larsen übernahm. Davor war er ab 2004 stellvertretender Vorsitzender der AUF. Henriksen war zwischen 2004 und 2005 außerdem vorsitzender der EU-kritischen Jugendorganisation Ungdom mot EU (deutsch: Jugend gegen EU). In den Jahren 1999 bis 2011 war er Abgeordneter im Fylkesting der damaligen Provinz Troms.
Im Mai 2011 begann er als politischer Berater im Ministerium für Fischerei und Küsten (Fiskeri- og kystdepartementet) unter Ministerin Lisbeth Berg-Hansen zu arbeiten. Im September 2012 wechselte er in das Arbeitsministerium (Arbeidsdepartementet), wo er bis Mai 2013 tätig war.
Bei der Parlamentswahl 2013 zog Henriksen erstmals für den Wahlkreis Troms in das norwegische Nationalparlament Storting ein. Er war als Spitzenkandidat seiner Partei in Troms angetreten. Er wurde Mitglied im Ausschuss für Kirche, Bildung und Forschung. Nach der Wahl 2017 wurde er im Oktober 2017 zweiter stellvertretender Vorsitzender des Bildungs- und Forschungsausschusses, ab Oktober 2019 wurde er wieder einfaches Mitglied. Im Mai 2020 erklärte er, dass er nicht erneut für einen Sitz im Storting kandidieren werde. Er gab an, nicht dauerhaft ein Vollzeitpolitiker bleiben zu wollen. In der Folge schied er im Herbst 2021 aus dem Parlament aus. Im Dezember 2021 wurde er vom Storting für den Zeitraum von 2022 bis 2025 zum Mitglied im NRK-Rundfunkrat (Kringkastingsrådet) ernannt.